# Виммер, Патрик
Па́трик Ви́ммер (нем. Patrick Wimmer; род. 30 мая 2001, Тульн-ан-дер-Донау, Тульн) — австрийский футболист, полузащитник клуба «Вольфсбург» и сборной Австрии. Участник чемпионата Европы 2024.

## Клубная карьера
Виммер — воспитанник клубов «Зитценберг», «СВ Гафленц» и «Аустрия». 8 декабря 2019 года в матче против столичного «Рапида» он дебютировал в австрийской Бундеслиге в составе последнего. 8 июля 2020 года в поединке против «Райндорф Альтах» Патрик забил свой первый гол за «Аустрию». Летом 2021 года Виммер перешёл в немецкую «Арминию». Сумма трансфера составила 700 тыс. евро. 28 августа в матче против франкфуртского «Айнтрахта» он дебютировал в немецкой Бундеслиге. В этом же поединке Патрик забил свой первый гол за «Арминию».
13 апреля 2022 года, подписал трехлетний контракт с клубом «Вольфсбург».